# Eugenia vaughanii
Eugenia vaughanii är en myrtenväxtart som beskrevs av E.L.Joseph Guého och Andrew John Scott. Eugenia vaughanii ingår i släktet Eugenia och familjen myrtenväxter. IUCN kategoriserar arten globalt som akut hotad.
Artens utbredningsområde är Mauritius. Inga underarter finns listade i Catalogue of Life.